# Barbar

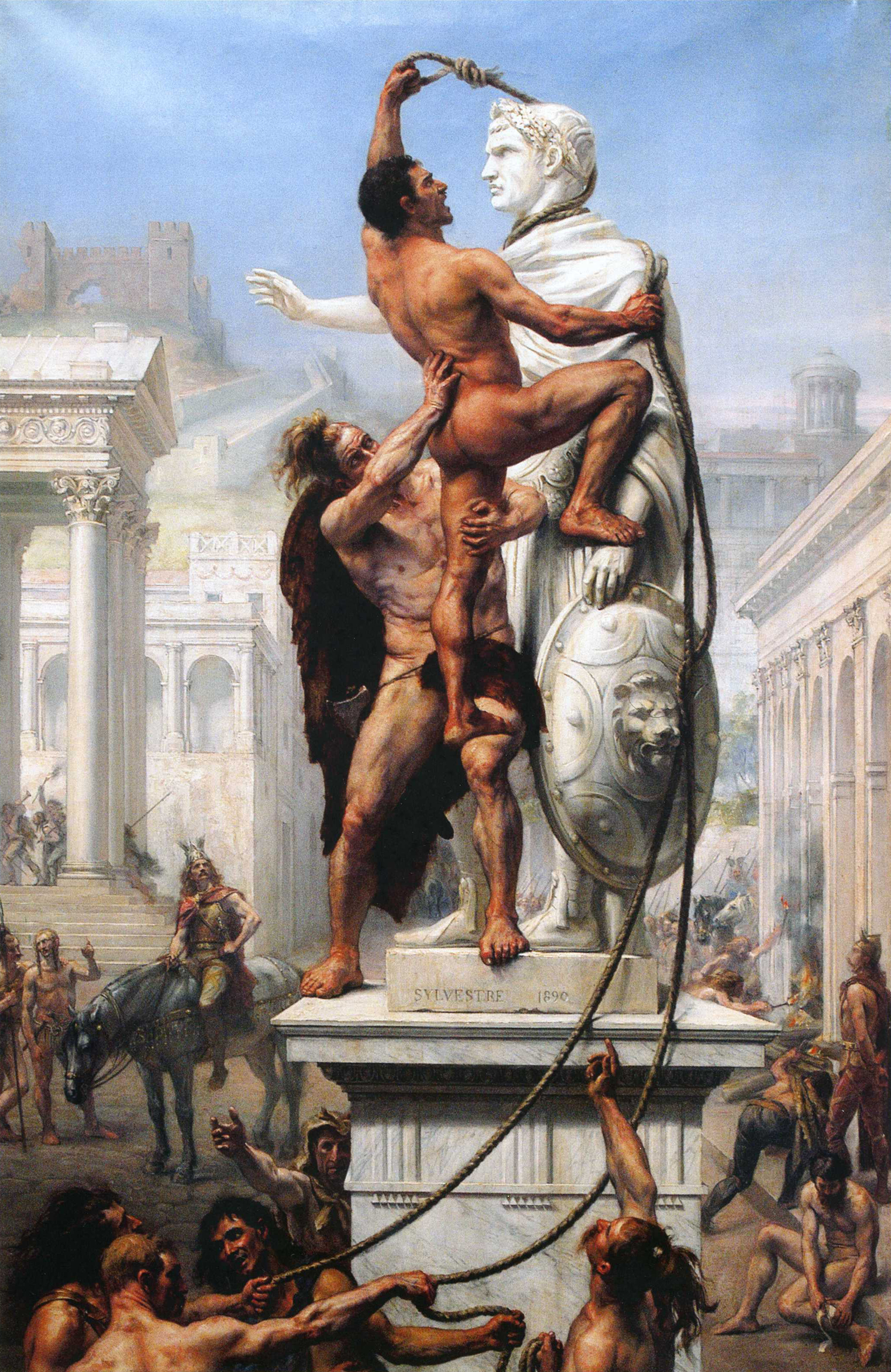
Visigoter i Rom år 410. Målning av Joseph-Noël Sylvestre, olja på duk, 1890.

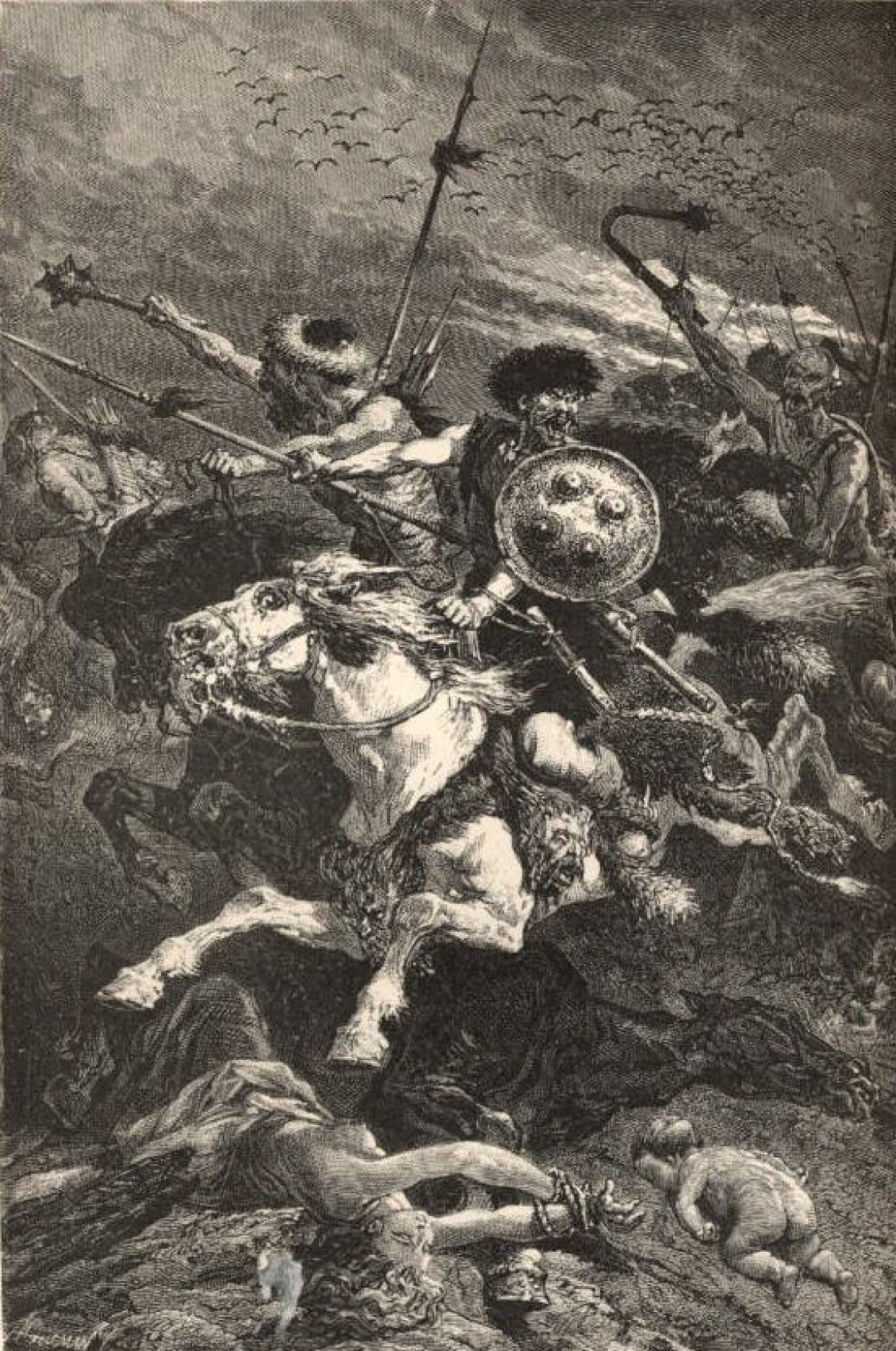
Hunnerna vid Slaget vid Katalauniska fälten. Illustration av Alphonse de Neuville.

Barbar (latin barbarus, av grekiska βάρβαρος (bárbaros) ’person som inte har grekiska som modersmål’) är en pejorativ term för en person som anses som ociviliserad. Används i nutid även med betydelsen primitiv, hjärtlös, grym och rå person.
Begreppet härstammar från antikens Grekland där grekerna benämnde alla icke-grekiska folk barbarer.
Ordet tros vara onomatopoetiskt, dvs. ljudhärmande, där bar-bar representerar de obegripliga ljud som hörs av dem som inte behärskar det främmande språket. Barbar är besläktat med ett ord som återfinns i sanskrit, barbara ’stammande’, vilket återigen antyder att barbarerna i grekernas öron talade ett obegripligt språk.
På senare tid har barbarer, kanske främst i litteraturen, även kommit att förknippas med primitivismens idealiserade bild av den "ädla vilden". Inom fantasy, inte minst i subgenren sword and sorcery, brukar barbarer utgöra mäktiga krigare, där det kanske mest kända exemplet är Conan skapad av den amerikanska författaren Robert E. Howard.